# 1535 en santé et médecine
| Années de la santé et de la médecine : 1532 - 1533 - 1534 - 1535 - 1536 - 1537 - 1538    |
| Décennies de la santé et de la médecine : 1500 - 1510 - 1520 - 1530 - 1540 - 1550 - 1560 |

Cet article présente les faits marquants de l'année 1535 en santé et médecine.

## Évènements
- L'anatomiste flamand André Vésale (Vesalius), professeur à Pise et Bologne, exécute des dissections à Paris[1].
- À Pfäfers, où il est venu étudier les eaux, Paracelse rédige une ordonnance pour Johann Jakob Russinger, abbé bénédictin de Pfäfers[2],[3],[4].

## Publications
- Giovanni Padovano et Venturino Ruffinelli réimpriment à Venise le traité De cura morbi Gallici per lignum guaycanum (« Traitement du mal français  par le bois de gaïac »), de  Nicolaus Pol (en) (c.1467-1532), sorti de leurs presses en 1517 pour la première fois[5].
- Nicolas Léonicène : Liber de morbo Gallico (« Sur le mal français[6] »).
- Troisième édition de la traduction anglaise du Regimen sanitatis Salernitanum (en) par Thomas Paynell[7],[8], la première datant de 1528[7].
- Giovanni Matteo Ferrari da Grado (it) fait imprimer à Lyon, chez Jacques Giunta, une compilation de travaux de Maïmonide, Raymond Lulle et Biagio Astari[9],[10].

## Naissances
- Cornelius Gemma (mort en 1578), médecin et astronome flamand[11],[12].
- Jean Liébault (mort en 1596), médecin et agronome français, traducteur en 1585, sous le titre de Thresor des remedes secrets pour les maladies des femmes, du De sanitate, foecunditate et morbis mulierum, de Giovanni Marinelli[13].
- Georg Bartisch (mort en 1607), médecin et chirurgien allemand[14].
- Nicaise Ellebaudt (mort en 1577), médecin, philosophe, philologue, traducteur, conseiller, collectionneur et poète flamand.
- Vers 1535 :
  - Giambattista della Porta (mort en 1615), médecin italien[15],[16].
  - Pierre Pena (mort en 1620), médecin et botaniste français[17].

## Décès
- 24 décembre : Euricius Cordus (né en 1486), médecin allemand, père du naturaliste Valerius Cordus (1515-1544), médecin lui aussi[18].
- Corneille Agrippa (né en 1486), humaniste allemand, médecin, philosophe, alchimiste, ésotériste, médecin de Louise de Savoie, historiographe de Charles Quint[19].
- Jacobus Castricus (né vers 1489), médecin flamand[20],[21].